# Bleda
Bleda (390 circa – 445) fu un sovrano degli Unni, fratello di Attila. Il suo regno durò 11 anni, dal 434 fino alla morte.

## Biografia
Nacque intorno al 390 da Mundjuk. Era il nipote di re Rua, di cui ereditò con il fratello il regno. Durante la campagna in Tracia del 442 entrò in possesso del giullare Zercone, che fu il suo intrattenimento preferito mentre ad Attila non piaceva.
Fu assassinato da Attila dopo una accurata preparazione: probabilmente vennero coinvolti i due fratelli Onegesio, di fatto primo ministro di Attila, e Scotta, che si vantava di essere un amico intimo di Attila. I due unni, originari del Ponto, erano così ellenizzati da parlare perfettamente, oltre l'unnico, anche il greco e il latino. Gli esecutori materiali dell'omicidio furono reclutati da Edecone, il comandante delle guardie scire, probabilmente prezzolato (nel 449 ricevette la proposta da parte della corte di Costantinopoli di assassinare Attila). Le truppe d'assalto furono guidate probabilmente da Ardarico, re dei Gepidi, allora stanziati a nord del fiume Maros vicino al campo di Bleda.
Avvenne poi, dopo l'assassinio, la sottomissione delle tribù da lui in precedenza governate. Attila ebbe il sostegno degli Ostrogoti sancito dal ripristino della monarchia, dopo quarant'anni di assenza di re, con il re Valamiro. I sostenitori di Bleda si diedero alla fuga.
Ebbe più di una moglie, di cui una accolse l'ambasciata di Massimino, di cui Prisco faceva parte, nel suo villaggio durante una tempesta. Probabilmente questa non venne eliminata assieme al marito in quanto non ebbe figli da parte di Bleda. Ella offrì agli ambasciatori, oltre al cibo, di giacere con delle donne, ma l'ambasciata rifiutò.
Narrato nel romanzo Sepolcro di Clive Cussler.